# پردیس سینمایی پرند مال
پردیس سینمایی پرند مال یک پردیس سینمایی در شهر پرند، ایران است.
این پردیس سینمایی که در ۱۱ بهمن ۱۴۰۱ با ۴ سالن سینما با ظرفیت ۳۵۷ صندلی افتتاح شده‌است.